# Чемпионат Европы по подводному ориентированию 1968

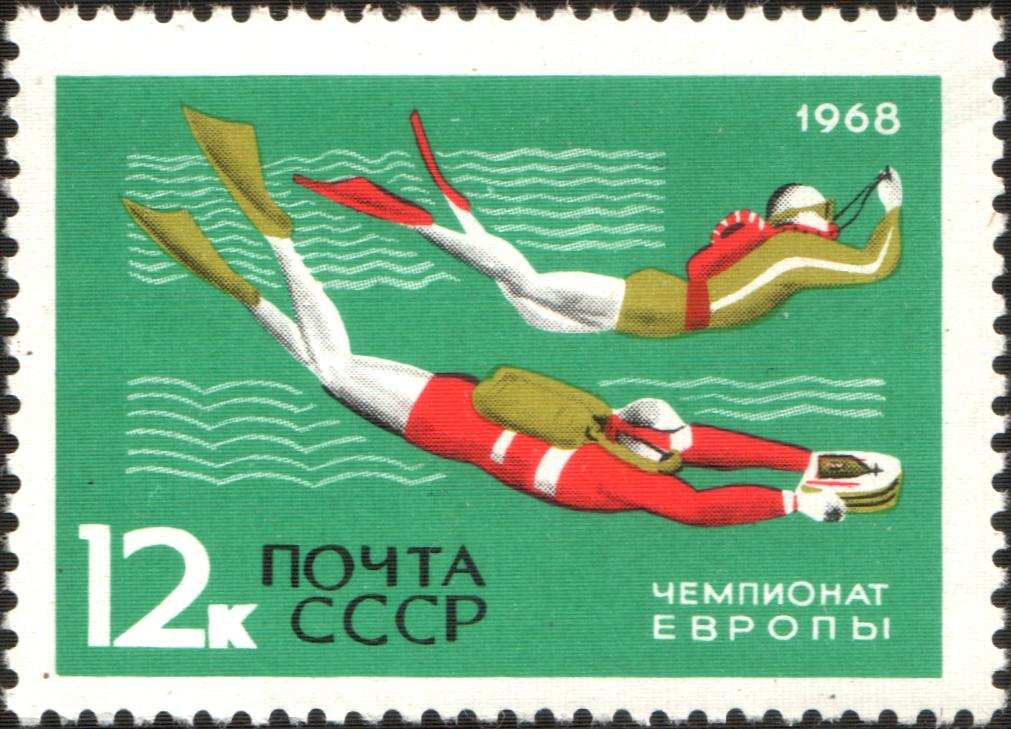
Марка СССР: Чемпионат Европы по подводному ориентированию в Алуште, Крым. Серия: Международные (Европейские юношеские) спортивные соревнования 1968 г.

2-й чемпионат Европы по подводному ориентированию проводился в Алуште (Крым) со 2 по 8 сентября 1968 года.

## Медалисты

### Мужчины
| Дисциплина                        | Золото             | Серебро               | Бронза                |
| --------------------------------- | ------------------ | --------------------- | --------------------- |
| Плавание под водой без ориентиров | Борис Попов · СССР | Иманд Компус · СССР   | Велло Прангель · СССР |
| Плавание под водой по ориентирам  | Д. Майер · ГДР     | Велло Прангель · СССР | Ж. Ошер · Франция     |
| Двоеборье                         | Борис Попов · СССР | Иманд Компус · СССР   | Д. Майер · ГДР        |

### Женщины
| Дисциплина                        | Золото                    | Серебро                   | Бронза                                            |
| --------------------------------- | ------------------------- | ------------------------- | ------------------------------------------------- |
| Плавание под водой без ориентиров | Светлана Меншикова · СССР | Л. Парлапанова · Болгария | Г. Гроскопф · ГДР                                 |
| Плавание под водой по ориентирам  | Ц. Салан · Венгрия        | Э. Рэйтциг · ГДР          | остальные участницы — не справились с упражнением |
| Двоеборье                         | Э. Рэйтциг · ГДР          | Ц. Салан · Венгрия        | Светлана Меншикова · СССР                         |